# Våbenskjold
 Denne artikel bør gennemlæses af en person med fagkendskab for at sikre den faglige korrekthed.

 For alternative betydninger, se Skjold (flertydig). (Se også artikler, som begynder med Skjold)
Et våbenskjold er et symbol, der repræsenterer et land, en hersker, en person, en familie eller en anden enhed. Det udsmykkes med heraldik og benyttes på skjolde, hjelme, flag, bannere og rustninger. I middelalderen havde disse symboler til formål at identificere venner og fjender.
Et våbenskjold (escutcheon) er opdelt i sektioner for at standardisere beskrivelsen af skjoldet. Våbenkyndige herolder præsenterede deltagerne for tilskuerne ved turneringer.
|  | Dexter (sprog: latin) står for "højre" og sinister (sprog: latin) står for "venstre". Den omvendte placering af højre og venstre skyldes, at et skjold beskrives fra bærerens side. |

## Typer af våbenskjold

### Former
Våbenskjold kan både placeres på skjolde, hjelme, standarter og bannere.

### Dyr og tegn
Næsten alt kan være heraldiske figurer, men gengivelsen bør være stærkt forenklet eller stiliseret.
Typisk udsmykkes et våbenskjold med løver, ørne og heste. Der kan også benyttes slægtskabstegn, men uden at de tilkendegiver en slægtskabsforbindelse. Slægtskabstegnene benyttes i stedet til at bestemme bærerens placering i familien (fader, første søn osv.)
Der fandtes standardformer for dyr. De kunne indtage følgende positioner:
For løver o.l.
Rampant (stående på bagbenene) og passant (stående på tre ben og med et forben løftet).
Løver er mere udbredte end heste med en krone på hovedet.
For rovfugle
Vinger og ben fuldt udbredt, med to hoveder. Kløer, næb, tænder og tunge kunne have en anden farve end resten. Ørne har også kunnet få en krone på hovedet.

## I Danmark
I dansk heraldik anvendes det tyske system, hvor alle slægtsmedlemmer i princippet fører samme våben.
I dansk heraldik fører alle søskende ens våbenskjolde, som er identiske med deres faders.

## I England
I det engelske system er der desuden mulighed for at vise slægtsforbindelser. I det engelske system må ingen bære samme våben, og der er derfor udviklet et system med ni bitegn, som lægges oven på skjoldet, og som angiver, om der er tale om den første søn, anden søn osv. op til den niende søn. Når faderen dør, fjerner den ældste søn bitegnet fra sit  våbenskjold, og dermed kommer han til at føre faderens udifferentierede våbenskjold.
Disse ni bitegn er: 1) turnerkrave med tre flige ("label"), 2) halvmåne ("crescent"), 3) stjerne ("mullet"), 4) martlet, 5) ring ("annulet"), 6) fransk lilje ("fleur-de-lis"), 7) rose, 8) cross moline, 9) octofoil (double quatrefoil). Flere af disse figurer har ikke danske navne.
Systemet kan fortsættes i flere led, så den første søn af den anden søn, vil få tilføjet en turnerkrave og en halvmåne. Dette system findes kun i britisk heraldik og systemer afledt af dette.
Foreninger
- Heraldisk Selskab